# Саллинс энд Наас

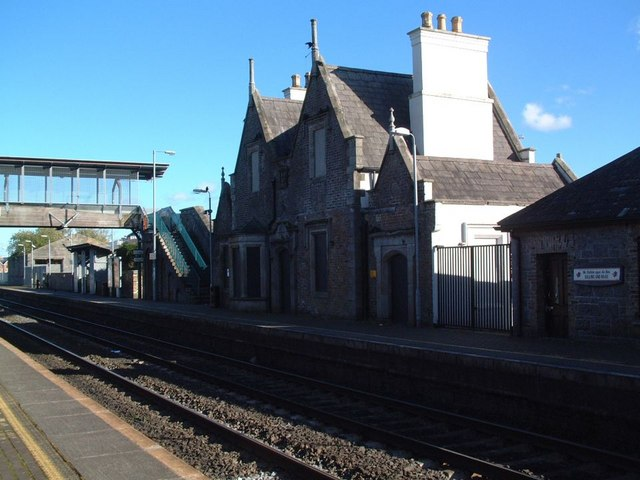

Саллинс энд Наас — железнодорожная станция, открытая 4 августа 1846 года и обеспечивающая транспортной связью посёлок Саллинс и город Наас в графстве Килдэр, Республика Ирландия.

## История
При открытии станция получила название от имени посёлка в которой она расположена — Саллинс. От неё отходила ветка на Таллоу, на которой располагалась станция Наас, открытая 22 июня 1855 года и закрытая 1 апреля 1959 года. Станция в Саллинс была закрыта в 1963 году и вновь открыта в 1994 году, получив новое название.